# Jardín de los Planteles
El jardín de los Planteles es el más frondoso de todos los jardines del parque del Retiro de Madrid. Está rodeado por árboles de gran altura, plantados durante reinado de Isabel II de España, lo que ha permitido que este lugar sea el de mayor concentración de aves de todo el parque. Está integrado dentro del Paisaje de la Luz, un paisaje cultural declarado Patrimonio de la Humanidad el 25 de julio de 2021.

## Localización
El Jardín de los Planteles se encuentra situado junto al Campo Grande. Linda al norte con el Paseo de Paraguay y la Fuente de la Alcachofa; al sur con el Paseo de Fernán Núñez y la Fuente del Ángel Caído, al este con el Paseo de la República de Cuba y al oeste con el centro deportivo municipal La Chopera. Está formado a su vez por tres jardines: el que lleva su nombre; el Jardín de las Tres Plazas, llamado así por las tres glorietas formadas alrededor de pequeñas fuentes que adornan este espacio, y un tercero denominado Jardín del Marqués de Pontejos.

## Historia
El origen de este jardín se remonta a la creación del desaparecido Real Sitio del Buen Retiro, construido entre 1633 y 1640. Según el plano de Texeira de 1656, el actual jardín de los Planteles coincide con la zona comprendida entre el antiguo Jardín Ochavado, o de las ocho calles que se cruzaban en una plaza, sustituido por el jardín del Parterre durante el reinado Felipe V y la ermita de San Antonio de los Alemanes, en la que se incluía las primitivas casa de vacas y jaula de aves.
Durante el segundo tercio del siglo XIX, coincidiendo con el reinado de Isabel II, se continua con los trabajos de restauración del Buen Retiro iniciados por Fernando VII tras los destrozos causados por la invasión francesa. En esta época se acometió una plantación de árboles que dio lugar a la creación de paseos y posterior ajardinamiento del recinto. La zona del Jardín del los Planteles se encontraba abierta al público, a diferencia de otras del parque reservadas hasta entonces para uso exclusivo de la realeza.

## Características
A lo largo de los bosquetes que conforman el jardín se conserva parte del antiguo sistema de riego por inundación, similar a los que se utilizaba en los jardines de Aranjuez. Algunas de las especies arbóreas más presentes en esta zona son tejos, acacias, celindas, robles, castaños de Indias, lirios y lilas de California.
El Jardín de las Tres Plazas contiene tres glorietas constituidas en su centro por fontines, que datan de la segunda mitad del siglo XIX (hacia 1865) y responden a una reordenación general que se hizo de los jardines, bajo el reinado de Isabel II. Son fuentes ornamentales que guardan un gran parecido con las situadas dentro del Real Jardín Botánico de Madrid, a pesar de tratarse de elementos construidos en épocas diferentes.
En el Jardín del Marqués de Pontejos se localiza una escultura del político y militar hondureño Francisco Morazán Quesada. La estatua fue regalo de la Embajada de Honduras al Ayuntamiento de Madrid y se inauguró el 28 de abril de 1973.